# Деббі Флад
Деббі Флад  (англ. Debbie Flood, 27 лютого 1980) — британська веслувальниця, олімпійка.

## Виступи на Олімпіадах
| Олімпіада  | Дисципліна     | Місце |
| ---------- | -------------- | ----- |
| Афіни 2004 | четвірка парна | 2     |
| Пекін 2008 | четвірка парна | 2     |